# Central hidroeléctrica Chadín 2
La Central Hidroeléctrica Chadín 2 es un proyecto hidroeléctrico ubicado en el Perú que será el primero en aprovechar las aguas del río Marañón, uno de los más importantes de la cuenca amazónica, para la generación eléctrica. 
El proyecto se desarrollará los límites entre las regiones Cajamarca y Amazonas, ambas ubicadas en el norte del país, y generará 700MW de energía eléctrica; equivalente al 10% de la demanda nacional. La concesión ha sido adjudicada a la empresa Odebrecht Energía del Perú SA.
Actualmente el proyecto está suspendido. 

## Antecedentes
La idea de aprovechar la potencia del río Marañón para fines de generación eléctrica ha sido evaluada desde la segunda mitad del siglo XX. 
Conforme el Perú se industrializaba y se volvía un país con mayor población urbana, sus necesidades energéticas se incrementaron, entre ellas la demanda de energía eléctrica. Esto llevó a que en la década de 1960 el gobierno impulsará estudios que permitieran ampliar su capacidad instalada. 
Es así como en la década de 1970 un estudio realizado mediante un convenio de cooperación técnica con el gobierno de la República Federal de Alemania, realizó la evaluación del potencial hidroeléctrico nacional. En ese documento se identificó claramente las amplias posibilidades de la cuenca del río Marañón, llegando incluso a proponer ubicaciones idóneas para la construcción de centrales a lo largo de toda su cuenca.
Posteriormente, en 1986, Electroperú realizó un estudio exclusivo del aprovechamiento hidroeléctrico del tramo medio del Marañon. En él ya se proponía lo que posteriormente sería el Proyecto Chadín 2.

## Ubicación
La Central Hidroeléctrica Chadín 2 se levantará en la cuenca media del río Marañón, a su paso por las regiones Cajamarca y Amazonas, ubicadas en el norte del Perú. 
Por ser el río Marañón quien define el límite entre estas regiones, Chadín 2 abarca provincias y distritos de ambas jurisdicciones, constituyéndose así en un proyecto birregional, con influencia y beneficios compartidos.
En la región Cajamarca el proyecto se desarrolla en la provincia de Celendín, en los distritos de Cortegana, Chumuch y Celendin. En Amazonas, abarca las provincias de Luya y Chachapoyas. En Luya en los distritos de Pisuquia, Cocabamba y Ocumal. En Chachapoyas el distrito de Balsas.

## Entorno
La cuenca media del río Marañón, a su paso por la zona del proyecto Chadín, forma un valle profundo y estrecho, con montañas circundantes que sobrepasan los 3000 metros de altura. El fondo del valle se encuentra entre los 900 y 700 metros de altura aproximadamente.
El área donde se levantará la presa que formará el embalse que alimentará la Central es un cañón angosto de 370 metros de ancho en la parte más ancha de la futura presa, idóneo para la construcción de este tipo de infraestructura.

## Diseño del Proyecto
El diseño del proyecto Chadín 2 contempla que se tratará una central hidroeléctrica de gran embalse, es decir contará con una presa que al formar un cuerpo de agua permitirá la disposición del líquido para la generación de energía mediante el uso de turbinas.
La central estará ubicada a pie de presa gracias al gran volumen de agua disponible en el río Marañon que no hace necesaria la construcción de túneles de derivación. Ese mismo factor determina que Chadín 2 sea catalogada como una central de media presión, al ser una central con un salto hidráulico de 150 metros y un caudal de 385 metros cúbicos por segundo que alimentará 3 turbinas modelos Francis.
El operar en conjunto las 3 turbinas, permitirá a Chadín 2 generar 700MW de energía eléctrica, convirtiéndola en una central de gran potencia que calcula satisfacer el 10% de la demanda de energía eléctrica nacional.
El embalse que se formará con Chadín 2 poseerá una capacidad de 1960 millones de metros cúbicos de agua. Estará ubicado en la parte baja del valle, siguiendo el espacio natural de los cursos de agua, tanto del río Marañón como de las quebradas que desembocan en él. 
Su longitud alcanzará los 64 kilómetros y su área será de 32.5 km², convirtiéndolo en uno de los más grandes que existen en el Perú. En sus últimos 10 kilómetros, cerca de la localidad de Balsas, el agua inundada alcanzará la altura que alcanza el río en temporada de crecida. Su nivel medio de operación estará en los 808 m s. n. m.
El embalse será controlado a través de diversos mecanismos para descartar el riesgo de inundación en las poblaciones aledañas las cuales, de por sí, se ubican por encima de la altura máxima que alcanzará el agua. 
La infraestructura de la Central Hidroeléctrica Chadín 2 estará compuesta por:

### Presa
La presa de la Central Hidroeléctrica Chadín 2 será de enrocado con núcleo impermeable para evitar filtración de agua. Su altura será de 175 metros, con 370 metros de longitud en la coronación (es decir en su sección superior). Con un ancho de 10 metros, la coronación estará en la cota de 835 msnn.

### Ductos
A través de una bocatoma el agua del embalse ingresa a tres ductos que serán excavados en roca. Su longitud será de 490 metros cada uno y tendrán una capacidad de transporte de 385 metros cúbicos por segundo en conjunto.
Estos ductos llevarán el agua hasta la casa de máquinas.

### Casa de Máquinas
La Casa de Máquinas de Chadín 2 estará ubicada a pie de presa, en superficie, y tendrá un ancho de 70.5 metros.
Contendrá en su interior con 3 turbinas de presión variable modelo Francis que en conjunto permitirán generar 700MW. 
Las turbinas de Chadín 2 trabajarán convirtiendo la energía cinética del agua –energía del movimiento-  en energía mecánica, tras caer de un pique vertical de 150 metros de altura.
El movimiento de las turbinas se convierte en energía eléctrica mediante la acción de un generador eléctrico que está unido al eje de cada turbina.

### Canal de Descarga
Las aguas utilizadas en Chadín 2 serán devueltas íntegramente al cauce del río aguas abajo de la presa mediante un canal de descarga de 290 metros de longitud y 80 metros de ancho. 

### Transformadores / Subestación de Salida
El banco de transformadores estará ubicado en intemperie. Los transformadores elevarán la potencia de los generadores de 13.8 kV a 220 kV para la trasmisión de la energía al Sistema Eléctrico Interconectado Nacional, SEIN.
La subestación de salida estará ubicada a alrededor de 300 m aguas abajo de la casa de máquinas. 

### Aliviadero
El aliviadero permitirá la evacuación del agua excedente del embalse a través de la presa. Estará ubicado en el estribo derecho de la presa y contará con puertas de control y un disipador en su extremo de aguas abajo. La descarga será realizada en una poza excavada en el cauce del río.
El aliviadero de Chadín 2 permitirá el paso de 13 400 metros cúbicos de agua por segundo.

## Construcción
La etapa de construcción del proyecto durará cerca de 5 años. Durante el periodo de mayor demanda de fuerza laboral se movilizará a cerca de 2080 trabajadores directos y 600 indirectos.
Para abastecer de equipos e insumos a la obra se rehabilitarán o construirán más de 250 kilómetros de carreteras en Cajamarca y Amazonas.
El proceso constructivo requerirá el desvío del río Marañón para dejar el área donde se levantará la presa y la demás infraestructura libre. Para esto se excavará en la roca dos túneles paralelos de 760 metros de longitud. Además se levantarán dos ataguías que impedirán el paso del agua a la zona de trabajo.
Se calcula que la construcción de la Central Hidroeléctrica Chadín 2 requerirá el movimiento de 44.6 millones de metros cúbicos de roca y suelos, incluyendo esto la excavación como su depósito en los rellenos.

## Impacto y Medidas de Mitigación
Como todo proyecto de esta naturaleza y magnitud, la construcción y operación de la Central Hidroeléctrica Chadín 2 generará una serie de impactos en el ambiente y la sociedad.
El Estudio de Impacto Ambiental presentado y aprobado por el Ministerio de Energía y Minas del Perú, contempla una serie de medidas de mitigación a estos impactos.

### Impacto y Medidas de Mitigación al Medio Físico
Estos impactos se generarán principalmente durante la etapa de construcción y su mitigación contemplan la toma de medidas en él, manejo de residuos, aguas, suelo y sustancias peligrosas.
Durante la operación, el funcionamiento de la central va a implicar la entrega de caudales en forma regulada al río Marañón los cuales pueden varias según la demanda. Para mitigar esta situación se hará entrega de un caudal ambiental. 
El caudal ambiental involucra el concepto de caudal ecológico en una visión integrada de cuenca, el cual contiene al caudal ecológico como el mínimo caudal ambiental permitido. 

### Impacto y Medidas de Mitigación al Medio Biológico
La ecorregión donde se desarrollará Chadín 2 es el denominado bosque seco del Marañón. Esta es una zona de alto endemismo, especialmente de aves.  Por esta razón las medidas de mitigación del componente biológico consideran programas de manejo particulares orientados a especies que se encuentran en las categorías más altas de conservación por la legislación del Perú, en listas de amenaza internacional como las de la IUCN o CITES o aquellas que presentan endemismos regionales.
Los programas de mitigación más importantes serán:
- Rehabilitarán de áreas perturbadas por la construcción para disminuir el riesgo de erosión aplicando técnicas de revegetación.

- Rescate de la población de cactáceas, mediante su extracción y reubicación.

- Rescate y reubicación de fauna silvestre, a través de la recuperación de muestras que garantice mantener su diversidad genética. Se aplicará a ocho especies de reptiles y un roedor.

- Control del incremento de sedimentos en el río durante la construcción.

- Programas de rescate y reubicación de peces por desvío de río, dirigido a evitar la mortandad de peces en remanentes del río al secarse.

- Reproducción artificial y repoblamiento de peces en áreas separadas por efecto barrera de la presa

- Evaluación de áreas de desove de peces, rutas migratorias y variación genética para determinar la importancia del río Marañón aguas abajo de la presa como áreas de desove y rutas migratorias. Incluye la determinación

- Capacitación ambiental de todos los trabajadores del proyecto.

- Compensación mediante el apoyo a Áreas de Conservación para compensar las pérdidas de biodiversidad mediante la protección de un área con similar biodiversidad y de tamaño proporcional o mayor al afectado.

### Impacto y Medidas de Mitigación al Medio Social
Se calcula en alrededor de 250 familias (cerca de 900 personas) la población que se verá afectada directamente por el desarrollo de la Central Hidroélectrica Chadín 2. Esta población está asentada en 21 pequeñas unidades poblacionales ubicadas en las riberas del río Marañón.
Para mitigar los impactos a esta población así como a aquella asentada en el área de influencia directa se desarrollarán 3 programas
Programa de Relaciones Comunitarias
Orientado a atender a las unidades poblacionales del área de influencia directa del Proyecto
Está dividido en cuatro subprogramas:
- SubPrograma de contratación de mano de obra local, para hacer partícipe a la población local de los beneficios que involucra el desarrollo del Proyecto.

Aunque no está relacionado con este subprograma, Chadín 2 planea implementar un programa de capacitación dirigido a población local con la finalidad de que puedan ser contratados posteriormente como mano de obra calificada.
- SubPrograma de apoyo a la producción local, para orientar la adquisición de productos que las unidades poblacionales produzcan o manufacturen

- SubPrograma de contribución al desarrollo local,  con acciones destinadas a contribuir con la población local en los siguientes temas: salud, educación, infraestructura y apoyo técnico en agricultura.

- SubPrograma de comunicación, que contempla la implementación de una oficina de participación ciudadana y la creación de un Programa de Monitoreo y Vigilancia Ciudadana.

Programa de Compensación Patrimonial
Orientado a diseñar y ejecutar alternativas adecuadas para minimizar los efectos propios del reasentamiento involuntario de las unidades poblacionales afectadas por el desarrollo del Proyecto. 
Está dividido en 4 subprogramas que comprenden la compra-venta de terrenos; asistencia técnica a los propietarios de terrenos de cultivo; el reasentamiento o reubicación voluntaria; y la contribución al desarrollo local de forma planificada las localidades del área de influencia directa
Programa Restitución de la Infraestructura Pública
Este programa identifica y tasar la infraestructura pública perdida para gestionar con las instituciones públicas correspondientes la modalidad de reposición de la misma.

## Controversia
En la provincia de Celendín en Cajamarca,  a raíz de la oposición al proyecto minero Conga, algunas agrupaciones políticas se han manifestado en contra de la realización del proyecto Central Hidroeléctrica Chadín 2. 
Sus argumentos se basan en el rechazo al desplazamiento que se verían obligados a realizar los pobladores asentados en el área de su influencia directa, la mayoría de estos agricultores que perderían tierras de cultivo a causa del embalse; argumentando además que la energía generada por la hidroeléctrica sería más para satisfacer la demanda de las mineras de alrededores (a las cuales se oponen) y venta de energía a Ecuador.
Dentro de esa coyuntura se realizaron en la región las audiencias públicas en las localidades involucradas con el proyecto y la campaña de comunicación del mismo.